# Речной (Адамовский район)
Речной — посёлок в Майском сельсовете Адамовского района Оренбургской области.

## История
Посёлок возник в связи с освоением Теренсайского месторождения горного хрусталя. В посёлке располагались Степная геологоразведочная экспедиция и горно-обогатительная фабрика. Название посёлка (известно с 1956 г.) указывает на местоположение - по речке Джаман-Акжар. С 1984 по 1999 годы Речной имел статус посёлка городского типа. До 2013 года был центром Речного сельсовета.

## Население
| 1979 | 1989 | 2010 | 2012 | 2013 |
| ---- | ---- | ---- | ---- | ---- |
| 1105 | ↘830 | ↘440 | ↘423 | ↘391 |

## Транспорт
Посёлок расположен в 30 км к западу от железнодорожной станции Шильда (на линии Орск — Карталы).